# Lluis Blanco
Lluis Emilio Blanco (Barcellona, 15 gennaio 1990) è un calciatore andorrano, difensore dell'Esperança d'Andorra.

## Carriera

### Nazionale
Con la nazionale Under-21 ha giocato 5 partite di qualificazione agli Europei di categoria.